# Leptanilla tenuis
Leptanilla tenuis är en myrart som beskrevs av Santschi 1907. Leptanilla tenuis ingår i släktet Leptanilla och familjen myror. Inga underarter finns listade i Catalogue of Life.